# حنيف عباسي
حنيف عباسي (بالأردوية: حنیف عباسی)‏ (بالإنجليزية: Hanif Abbasi)‏ هو سياسي باكستاني، ولد في 4 يناير 1966 في باكستان. حزبياً، نشط في الرابطة الإسلامية الباكستانية والرابطة الإسلامية الباكستانية.